# 宋金铃
宋金铃（Bishop Francisco Aguirre Murga，O.P.1863年2月22日—1941年6月12日）天主教福建北境代牧、福州代牧区第13任主教（1911-1941）。
1863年2月22日，宋金铃出生于西班牙吉普斯夸省埃尔戈伊瓦尔。1883年9月14日（20岁）加入多明我会。1887年4月24日（24岁），晋升神父。
1888年，宋金铃抵达中国传教。1911年12月13日（48岁），宋金铃受委任为福建北境第二任代牧，领Botrys主教衔。1912年6月16日举行祝圣仪式。1923年12月27日改名为福州代牧。在任期间，将汀州府和建宁府移交给德籍的德铎会省和美籍圣若瑟会省的多明我会士。
1941年6月12日，宋金铃主教在福州去世，享年78岁。